# Bitva u Bezenčuku
Bitva u Bezenčuku byla válečným střetem mezi jednotkami čs. legionářů a vojáky bolševiků v rámci rané fáze Sibiřské anabáze legionářských vojsk. Proběhla mezi 1. a 5. červnem 1918 v okolí železniční stanice městečka Bezenčuk v Povolží v západní části Ruska. Zadní voj legií byl schopen odolat dvěma větším útokům nepřítele, následně jej pak zatlačil za Volhu a úspěšně tak kryl evakuaci dalších jednotek legií dále na východ. Vítězství dopomohlo, spolu s dalšími střety toho období, mj. bitvy u Lipjag, ke spojení všech čs. oddílů, k němuž došlo v západní části Sibiře symbolicky 6. července 1918 u Miňjaru a nakonec nepřímo i ve východní části ve stanici Olovjanaja.

## Předehra
Po uzavření separátního míru mezi bolševickým Ruskem a Ústředními mocnostmi podepsali představitelé československého odboje s novou ruskou vládou dohodu o přesunu legionářských jednotek do Francie přes Vladivostok. V květnu 1918 však, za okolností propukající ruské občanské války, začalo docházet k stále častějším útokům na legionáře ze strany bolševiků, a začali se tak znovu ozbrojovat, bránit se těmto útokům a prostřednictvím svých vlaků se dále přesouvat na východ směrem k pacifickému přístavu Vladivostok. 
Poté, co legionářské jednotky dobyly Penzu, zahájily postup směrem k Povolží a chystaly se řeku překročit poblíž města Syznaň, se záměrem pokračovat dále na Samaru. Legionářským zpravodajcům se pak podařilo velení Rudé armády přesvědčit, že tzv. Penzenská skupina pod velením por. Stanislava Čečka, složená z 1. a 4. střeleckého pluku (Mistra Jana Husa a Prokopa Velikého) a 1. dělostřeleckého pluku (Jana Žižky z Trocnova), směřuje k Moskvě. Následně pak čs. vojsko 31. května po krátkém boji dobylo tzv. Alexandrovský most poblíž Syznaně a mohlo se tak přesunout na východní břeh veletoku.  

## Průběh

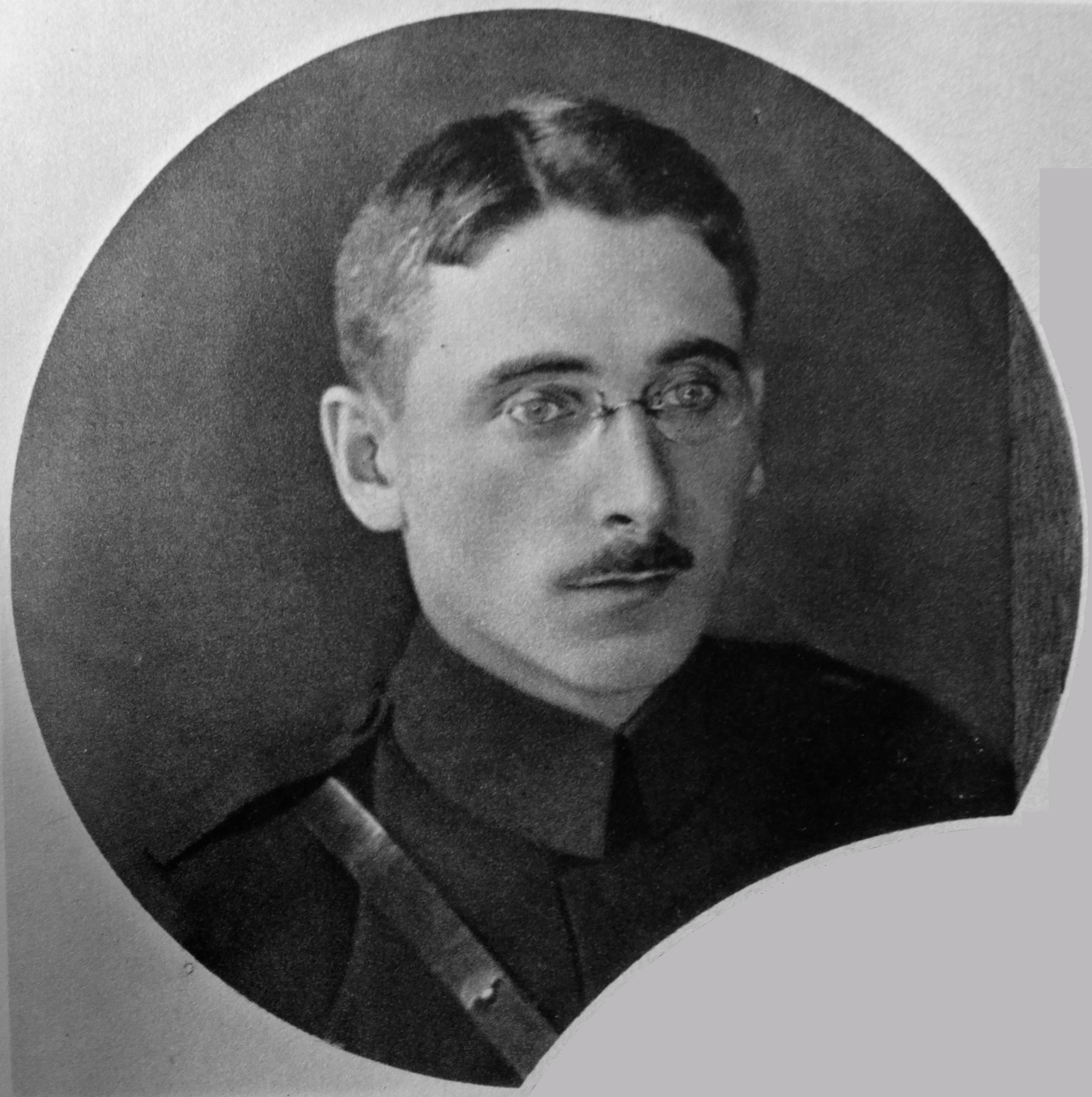
Karel Voženílek již jako plukovník a velitel I. československé divize v čs. legiích v Rusku (kolem 1918-1920)

Dne 1. června postoupily legionářské vlakové ešalony za stanici městečka Bezenčuk, u mostu přes řeku Moču, kde je zastavily zprávy o postupu bolševických oddílu, které překročily Volhu, směrem k jejich pozicím. Následně k nim dorazila delegace vyjednavačů, jednání však nepřineslo výsledek. Následně došlo 3. června k boji, po kterém však legie uhájily své pozice.
Z Penzenské skupiny byl následně vyčleněn zadní voj držící pozice u Bezenčuku svěřený do velení Karlu Voženílkovi, předvoj pod Čečkovým velením pokračoval dále směrem k Samaře. Voženílkova skupina byla 5. června napadena bolševickými jednotkami. Na podporu jim bylo vysláno též 120 mužů ze záložního pluku pod velením Josefa Kroutila ze stanice Ivaščenkovo. Voženílkovy jednotky své pozice opět uhájily, následným protiútokem dobyly stanici Bezenčuk a donutily vlaky bolševických sil k dočasnému ústupu za Volhu. 
Bitva tak skončila vítězstvím legií. Na sovětské straně bylo nejméně 50 mrtvých a mnoho raněných. Na čs. straně padlo několik mužů a několik desítek jich bylo zraněno. U Bezenčuku pak legionáři ukořistili mj. vlak se zásobami potravin, ruční zbraně, kulomety, několik děl a jeden obrněný automobil.

## Důsledky
V těchto a dalších dnech si jednotky legií v boji proti bolševickým silám připsaly další vítězství, mj. u Lipjag či při dobytí Samary 7. a 8. června, čímž si otevřely cestu dále na východ. Blokováním sibiřské magistrály čs. legionáři zcela zastavili přepravu německých a rakousko-uherských zajatců na západní a italskou frontu. Několik set tisíc zajatců tak nikdy neposílilo na Paříž útočící německé sbory. Čechoslováci, jejichž jediným cílem byla přeprava do Francie, se sice na západní frontu z Ruska nedostali (s výjimkou necelých tří tisíc, kteří byli z Masarykova příkazu dopraveni do Francie lodí tzv. „Severní cestou“ přes Archangelsk a Murmaň-Murmansk), avšak svou činností na magistrále pomohli spojencům Dohody tuto frontu zachránit.